# 豪徳寺駅

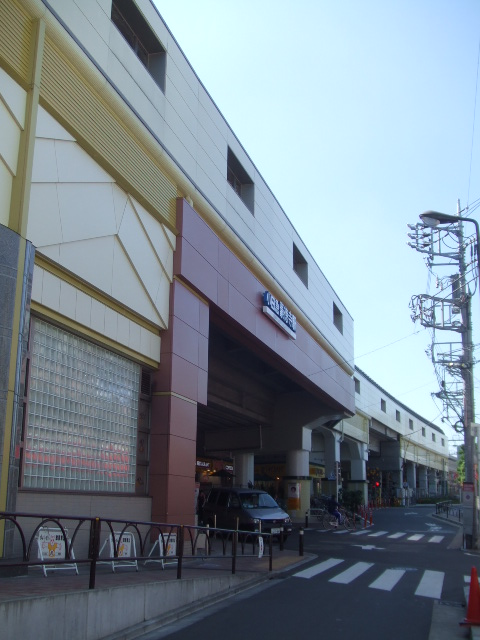
北口

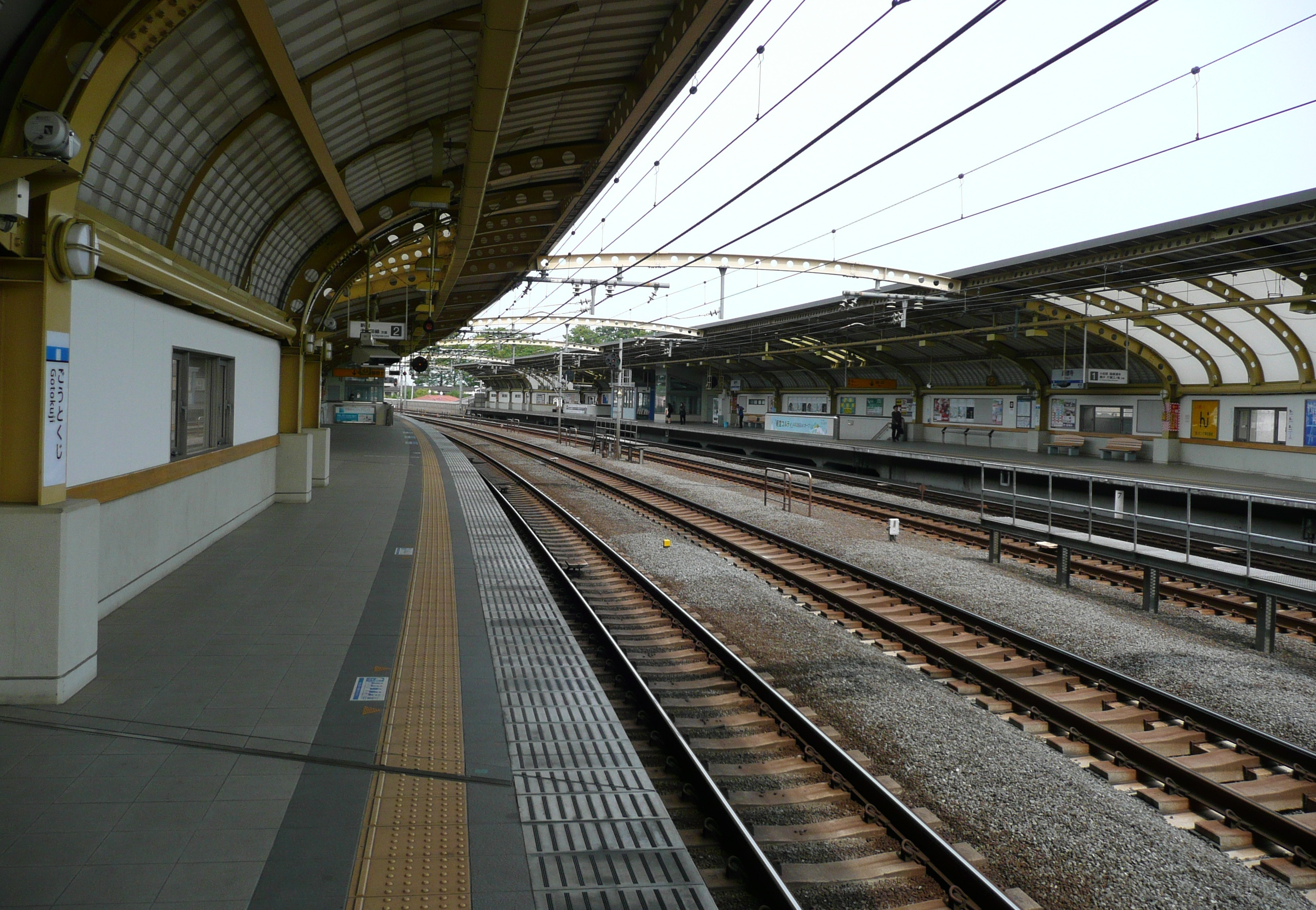
ホーム

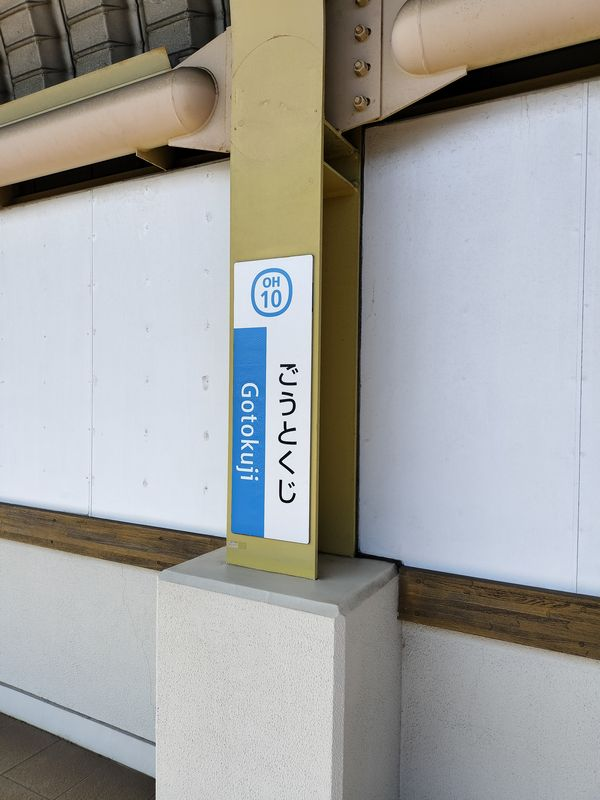
シンボルカラーはくすんだ黄色

豪徳寺駅（ごうとくじえき）は、東京都世田谷区豪徳寺一丁目にある、小田急電鉄小田原線の駅である。駅番号はOH 10。
東急電鉄世田谷線山下駅と近接しており、乗換が可能である。

## 歴史

### 年表
- 1927年（昭和2年）4月1日：開設[1]。
- 1948年（昭和23年）9月：桜準急新設、停車駅となる。
- 1994年（平成6年）6月12日：高架化・複々線化工事着工[2]。
- 1998年（平成10年）4月16日：高架複々線化事業に伴う駅舎外観デザイン決定[3]。
- 2002年（平成14年）
  - 3月10日：下り線高架化[4]。
  - 12月15日：上り線高架化（仮設ホームで営業）[4]。
- 2003年（平成15年）6月20日：上り線ホームを本設ホームへ移設[5]。
- 2004年（平成16年）
  - 10月3日：上り急行線使用開始[5]。
  - 11月21日：下り急行線使用開始[5][6]。
  - 12月11日：区間準急新設、停車駅となる[7][6]。
- 2016年（平成28年）3月26日：区間準急廃止、再度各停のみ停車となる[8]。
- 2018年（平成30年）3月17日：東京メトロ千代田線直通列車（全区間各停）の停車駅となる[9]。
- 2025年（令和7年）4月10日：ホームドアの使用を開始[10][11]。

### 駅名の由来
駅名は駅近くに豪徳寺があることに由来。豪徳寺は当駅周辺の地名にもなっている。

## 駅構造
相対式ホーム2面4線を有する高架駅。複々線区間に所在している。曲線上にホームがあるため、乗降の際は足元に注意する必要がある。

### のりば
| ホーム | 路線      | 方向 | 軌道   | 行先                   |
| ------ | --------- | ---- | ------ | ---------------------- |
| 1      | 小田原線  | 下り | 緩行線 | 小田原・片瀬江ノ島方面 |
| 通過線 | □小田原線 | 下り | 急行線 | （下り列車の通過）     |
| 通過線 | □小田原線 | 上り | 急行線 | （上り列車の通過）     |
| 2      | 小田原線  | 上り | 緩行線 | 新宿・ 千代田線方面    |

※下り東北沢駅 - 登戸駅間、上り向ヶ丘遊園駅 - 東北沢間急行線・緩行線は原則として以下の通りに使い分けられている。
〔急行線〕
□特急ロマンスカー・■快速急行・□通勤急行・■急行が使用する。成城学園前駅 - 経堂駅間のみ□通勤準急も使用する。
〔緩行線〕
■準急・■各停が使用する。□通勤準急も上記以外の区間で使用する。
但し、千代田線直通上り■急行は、経堂駅以東で緩行線を使用する。

### 設備
改札・出入口は高架下1箇所のみであり、これらには特に呼称は付与されていない。小田原方に向いており、南北に走る道路（東京都道427号瀬田貫井線）に面している。売店は1F改札を出た所にある。待合室は1・2番ホーム共にある。トイレは2番ホームエスカレータを降りた横にある。エレベーター・エスカレーターは1・2Fにある各ホームを連絡する。
東急世田谷線と立体交差するため、複々線化される以前から駅は盛土上にあり、高架化されていた。複々線化工事の際に盛土部を撤去、高架橋に改められている。
2013年度（平成25年度）の鉄道事業設備投資計画において行先案内表示器の設置が企図され、2014年1月頃に設置された。

## 利用状況
2024年度（令和6年度）の1日平均乗降人員は27,512人である（小田急線全70駅中39位）。
近年の1日平均乗降・乗車人員の推移は以下の通り。
| 年度               | 1日平均 乗降人員 | 1日平均 乗車人員 | 出典     |
| ------------------ | ---------------- | ---------------- | -------- |
| 1956年（昭和31年） |                  | 9,090            | [ * 1 ]  |
| 1957年（昭和32年） |                  | 8,586            | [ * 2 ]  |
| 1958年（昭和33年） |                  | 9,655            | [ * 3 ]  |
| 1959年（昭和34年） |                  | 9,985            | [ * 4 ]  |
| 1960年（昭和35年） | 21,429           | 10,494           | [ * 5 ]  |
| 1961年（昭和36年） | 22,036           | 11,096           | [ * 6 ]  |
| 1962年（昭和37年） | 23,965           | 12,068           | [ * 7 ]  |
| 1963年（昭和38年） | 26,310           | 13,239           | [ * 8 ]  |
| 1964年（昭和39年） | 28,155           | 14,174           | [ * 9 ]  |
| 1965年（昭和40年） | 29,826           | 15,047           | [ * 10 ] |
| 1966年（昭和41年） | 29,140           | 14,529           | [ * 11 ] |
| 1967年（昭和42年） | 29,159           | 14,478           | [ * 12 ] |
| 1968年（昭和43年） | 24,721           | 12,214           | [ * 13 ] |
| 1969年（昭和44年） | 30,248           | 14,946           | [ * 14 ] |
| 1970年（昭和45年） | 29,585           | 15,259           | [ * 15 ] |
| 1971年（昭和46年） | 32,234           | 16,386           | [ * 16 ] |
| 1972年（昭和47年） | 35,250           | 17,697           | [ * 17 ] |
| 1973年（昭和48年） | 35,857           | 18,167           | [ * 18 ] |
| 1974年（昭和49年） | 37,188           | 18,891           | [ * 19 ] |
| 1975年（昭和50年） | 37,353           | 18,564           | [ * 20 ] |
| 1976年（昭和51年） | 35,418           | 17,428           | [ * 21 ] |
| 1977年（昭和52年） | 32,498           | 16,109           | [ * 22 ] |
| 1978年（昭和53年） | 31,791           | 15,976           | [ * 23 ] |
| 1979年（昭和54年） | 31,160           | 15,590           | [ * 24 ] |
| 1980年（昭和55年） | 29,594           | 15,300           | [ * 25 ] |
| 1981年（昭和56年） | 30,498           | 15,271           | [ * 26 ] |
| 1982年（昭和57年） | 30,960           | 15,552           | [ * 27 ] |
| 1983年（昭和58年） | 31,784           | 15,681           | [ * 28 ] |
| 1984年（昭和59年） | 32,156           | 15,666           | [ * 29 ] |
| 1985年（昭和60年） | 32,175           | 15,691           | [ * 30 ] |
| 1986年（昭和61年） | 33,002           | 16,108           | [ * 31 ] |
| 1987年（昭和62年） | 32,902           | 16,059           | [ * 32 ] |
| 1988年（昭和63年） | 33,106           | 16,211           | [ * 33 ] |
| 1989年（平成元年） | 32,128           | 15,730           | [ * 34 ] |
| 1990年（平成02年） | 31,535           | 15,797           | [ * 35 ] |
| 1991年（平成03年） | 31,574           | 15,810           | [ * 36 ] |
| 1992年（平成04年） | 31,005           | 15,382           | [ * 37 ] |
| 1993年（平成05年） | 30,530           | 15,070           | [ * 38 ] |
| 1994年（平成06年） | 30,021           | 14,754           | [ * 39 ] |
| 1995年（平成07年） | 29,472           | 14,492           | [ * 40 ] |
| 1996年（平成08年） | 28,854           | 14,170           | [ * 41 ] |
| 1997年（平成09年） | 26,770           | 13,804           | [ * 42 ] |
| 1998年（平成10年） | 26,362           | 13,590           | [ * 43 ] |
| 1999年（平成11年） | 25,672           | 13,131           | [ * 44 ] |
| 2000年（平成12年） | 25,626           | 13,038           | [ * 45 ] |
| 2001年（平成13年） | 25,480           | 12,905           | [ * 46 ] |
| 2002年（平成14年） | 25,156           | 12,728           | [ * 47 ] |
| 2003年（平成15年） | 24,833           | 12,527           | [ * 48 ] |
| 2004年（平成16年） | 24,354           | 12,496           | [ * 49 ] |
| 2005年（平成17年） | 25,041           | 12,830           | [ * 50 ] |
| 2006年（平成18年） | 25,736           | 13,200           | [ * 51 ] |
| 2007年（平成19年） | 26,663           | 13,637           | [ * 52 ] |
| 2008年（平成20年） | 26,410           | 13,438           | [ * 53 ] |
| 2009年（平成21年） | 25,926           | 13,151           | [ * 54 ] |
| 2010年（平成22年） | 25,493           | 12,932           | [ * 55 ] |
| 2011年（平成23年） | 24,889           | 12,628           | [ * 56 ] |
| 2012年（平成24年） | 25,479           | 12,904           | [ * 57 ] |
| 2013年（平成25年） | 25,779           | 13,064           | [ * 58 ] |
| 2014年（平成26年） | 25,796           | 13,061           | [ * 59 ] |
| 2015年（平成27年） | 26,498           | 13,412           | [ * 60 ] |
| 2016年（平成28年） | 26,724           | 13,505           | [ * 61 ] |
| 2017年（平成29年） | 27,258           | 13,770           | [ * 62 ] |
| 2018年（平成30年） | 28,149           | 14,244           | [ * 63 ] |
| 2019年（令和元年） | 28,656           | 14,495           | [ * 64 ] |
| 2020年（令和02年） | 21,101           | 10,688           | [ * 65 ] |
| 2021年（令和03年） | 22,423           |                  |          |
| 2022年（令和04年） | 24,471           |                  |          |
| 2023年（令和05年） | 26,183           |                  |          |
| 2024年（令和06年） | 27,512           |                  |          |

## 駅周辺

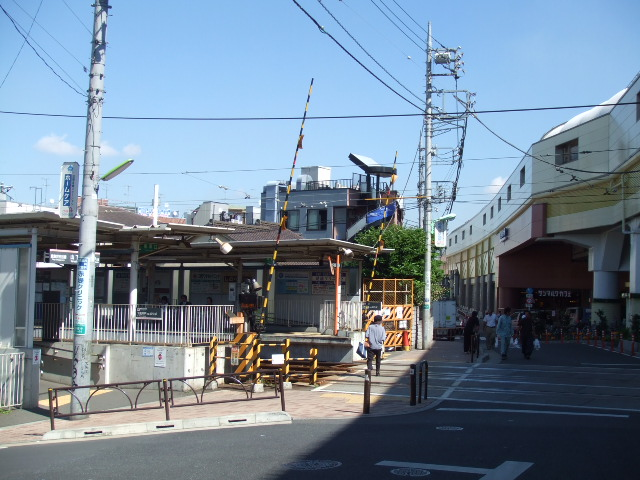
山下駅（左手前）と豪徳寺駅（右奥）

世田谷区の豪徳寺に伝わる「招き猫」の伝説に因み、2010年6月12日に駅前に御影石で作られた招き猫像が設置された。
- 豪徳寺：彦根藩・井伊氏の菩提寺。南へ徒歩約10分。但し、最寄駅は当駅ではなく、東急世田谷線宮の坂駅である。
- 豪徳寺商店街
- 山下商店街
- 東急電鉄世田谷線 山下駅：出口より小田原方向へ約50m。
- 東京都道427号瀬田貫井線
- 豪徳寺駅前郵便局
- ホームショップうわぼ（家庭金物）[19]

## 隣の駅
小田急電鉄
 小田原線

■快速急行・□通勤急行・■急行・□通勤準急・■準急
通過
■各駅停車
梅ヶ丘駅 (OH 09) - 豪徳寺駅 (OH 10) - 経堂駅 (OH 11)